# アザクラウンエーテル

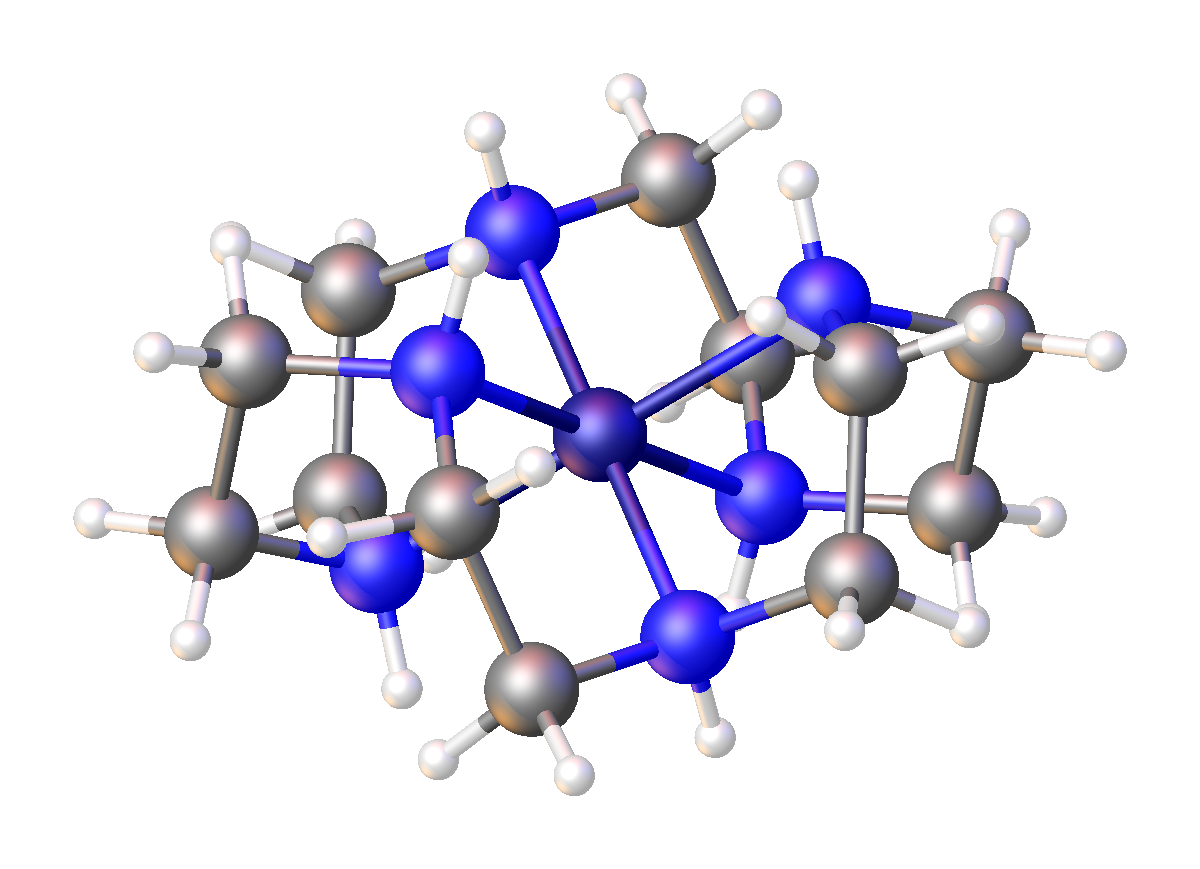
[Co(III)(CH_{2}CH_{2}NH)_{6}]^{3+}の構造

アザクラウンエーテル(Aza-crown ether)は、クラウンエーテル（環状ポリエーテル）のアザアナログである。親化合物のクラウンエーテルは(CH2CH2O)nの化学式を持ち、アザクラウンエーテルは(CH2CH2NH)nの化学式を持つ（nは3以上の整数）。良く研究がされたアザクラウンエーテルとしては、トリアザシクロノナン(n=3)、サイクレン(n=4)、ヘキサアザ-18-クラウン-6 (n=6)がある。

Selected aza-crowns and their complexes
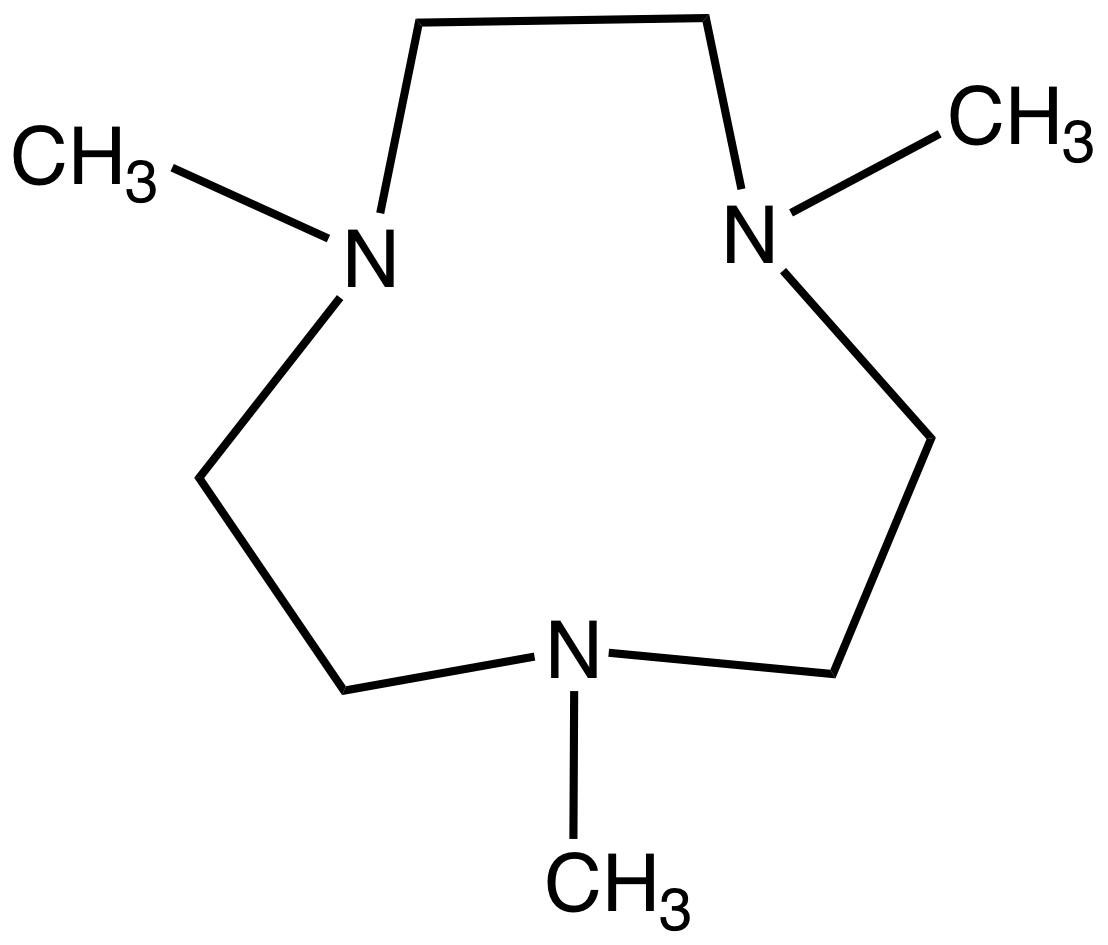
配位化学における三座配位子として用いられる1,4,7-トリメチル-1,4,7-トリアザシクロノナン
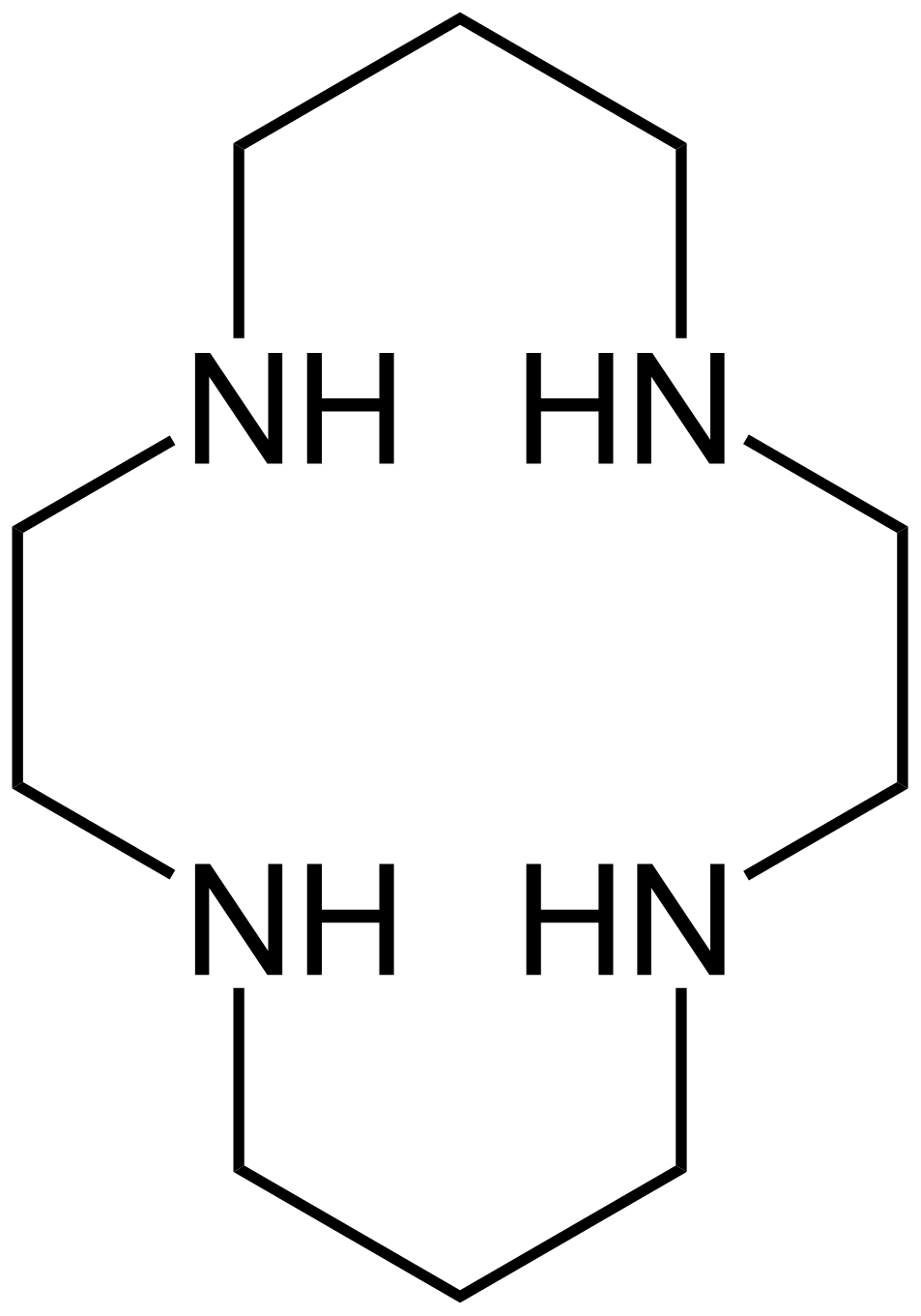
サイクラムは、アミン中心の間に(CH2)2と(CH2)3が交互に結合したテトラアザクラウンエーテルである。
2.2.2-クリプタンドは、エーテルとアミンの両方を含むアザクラウンである。

## 合成
アザクラウンエーテルの合成は、大員環化合物の合成と関連した研究課題である。18員環の(CH2CH2NH)6は、2つのトリアミン部分を結合することで合成することができる。塩化パラトルエンスルホニル、ジエチレントリアミンとの反応により、2つの第二級スルホンアミドの誘導体を形成する。この化合物は、大員環環化反応の構成ブロックとなる。

## 種類
様々な種類のアザクラウンエーテルが存在する。
様々な長さ
エチレン((CH2)2)の代わりにトリメチレン((CH2)3)を含むアザクラウンが存在する。例えば、サイクラム（1,4,8,11-テトラアザシクロテトラデカン）が一例である。
第三級アミン
多くのアザクラウンエーテルで、幾つかまたは全てのアミンが三級である。一例は、1,4,7-トリメチル-1,4,7-トリアザシクロノナンである。三次元のアザクラウンであるクリプタンドも第三級アミンを持つ。
混合エーテル-アミン配位子
大員環化合物配位子の別の大きな分類として、エーテルとアミンの両方を含持つものがある。一例として、ジアザ-18-クラウン-6がある。
投げ縄クラウン
アミンの存在により、カチオンの錯体形成を促す側腕を持つ「投げ縄クラウン」の形成が可能となる。